# Stefanie vor Schulte

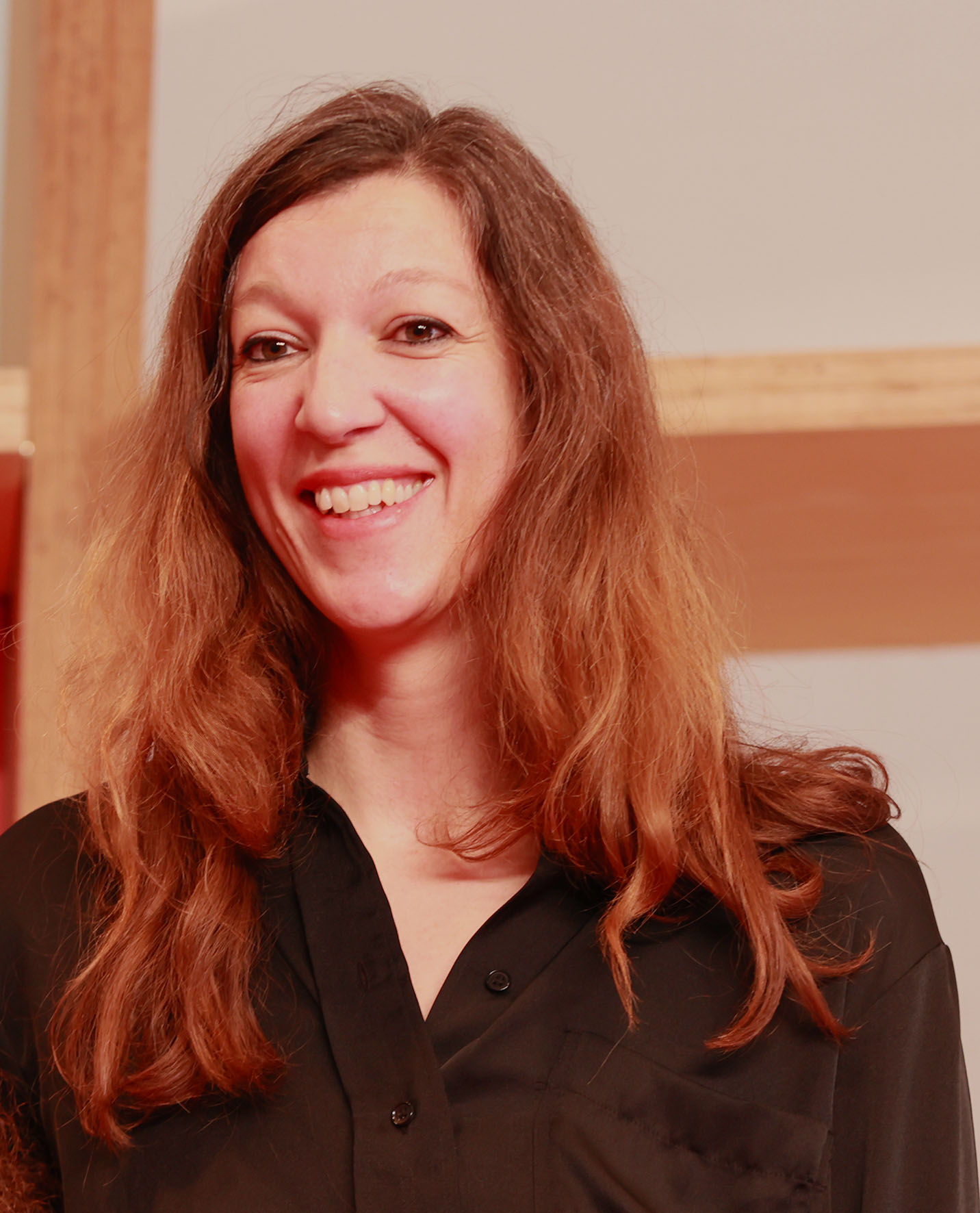
Stefanie vor Schulte, Frankfurter Buchmesse (2022)

Stefanie vor Schulte (* 1974 in Hannover) ist eine deutsche Schriftstellerin.

## Leben und Werk
Stefanie vor Schulte studierte Bühnen- und Kostümbild. Sie lebt in Marburg und ist mit Kunsthistoriker Christian Janecke verheiratet. Die beiden haben vier Kinder.
Ihr Debütroman Junge mit schwarzem Hahn weckte das Interesse der Literaturagentin Caterina Schäfer, die sein Potenzial erkannte und einen Vertrag mit dem Diogenes Verlag aushandelte. Die Arbeit daran habe etwas weniger als ein Jahr beansprucht, so vor Schulte. In den Jahren davor habe sie „für die Schublade geschrieben“. Zu dem Roman hätten sie Cormac McCarthys Die Straße und der Film Biutiful von Alejandro González Iñárritu inspiriert, gab vor Schulte gegenüber dem Magazin Buchszene an. Sowohl der Romanerstling als auch der zweite Roman Schlangen im Garten arbeitet mit Elementen des magischen Realismus.

## Rezeption
Jörg Steinleitner hielt Stefanie vor Schulte im Magazin Buchszene für „die literarische Entdeckung des Jahres“ 2021. Ihre schlichte Sprache in Junge mit schwarzem Hahn habe eine „magnetische Wirkung“. Er fühlte ... „sich erinnert an literarische Meisterwerke wie Robert Schneiders Schlafes Bruder oder Robert Seethalers Ein ganzes Leben“. Peter Mohr vom Online-Magazin literaturkritik.de fand, das Buch sei ein „echtes Juwel“, es sei ein „rundherum gelungenes Märchen für Erwachsene“, erzähle „in einer klaren, unpathetischen, aber dennoch äußerst präzisen Sprache“. Rose-Maria Gropp fühlte sich vom Buch „in Bann“ gezogen und bescheinigte der Autorin in der Frankfurter Allgemeinen Zeitung eine „starke Bildersprache, eine surreale Atmosphäre und einen aus der Zeit gefallenen, einfachen Stil“.
Zum zweiten Roman vor Schultes, Schlangen im Garten, deutete Peter Mohr in literaturkritik.de an, die Autorin sei womöglich „an ihren eigenen großen Ambitionen gescheitert“. Das Ende des Romans gehe gar „bis an die Grenzen zum Kitsch“. Es sei eine „mutige Komposition, die allerdings auch reichlich Dissonanzen beinhalte“. Christiane Pöhlmann fühlte sich gar emotional bevormundet und sah am Ende des Buches „die Hoffnung auf einen guten Roman ... ungeachtet einiger phantasievoller, surrealer Szenen schon lange“ als „gestorben“ an. Vor Schulte prangere „in Interviews häufig die Verschleifung von Werten an. So löblich das Anliegen“ sei, so wenig überzeugend sei die literarische Umsetzung, schrieb Pöhlmann in der Frankfurter Allgemeinen Zeitung. Sie ende vielmehr in infantiler „Kapitalismuskritik“.

## Preise
- 2021: Mara-Cassens-Preis für Junge mit schwarzem Hahn[9]

## Publikationen
- Die Fledermaus. Ein Comic von Stefanie vor Schulte. Trappmann, 2003.
- Junge mit schwarzem Hahn. Diogenes Verlag, Zürich 2021, ISBN 978-3-2570-7166-5.
- Schlangen im Garten. Diogenes Verlag, Zürich 2022, ISBN 978-3-2570-7217-4.
- Das dünne Pferd. Diogenes Verlag, Zürich 2024, ISBN 978-3-2570-7313-3.